# Мімура Фуюко
Фуюко Мімура (яп. 三村冬子; нар. 17 грудня 1989, префектура Кіото) — японська борчиня вільного стилю, срібна призерка чемпіонату Азії, срібна призерка Кубку світу.

## Життєпис
Боротьбою почала займатися з 1994 року. Вона виграла Національний чемпіонат серед хлопчиків та дівчат у 2001 році та два роки поспіль вигравала національні чемпіонати серед юніорів у 2003 та 2004 роках. Чемпіонка Азії серед кадетів 2004 та 2005 років. У 2006 році стала бронзовою призеркою чемпіонату світу серед юніорів. Наступного року на цих же змаганнях піднялась сходинкою вище, а у 2007 та 2008 роках двічі поспіль вигравала титул чемпіона світу серед юніорів. Багаторазова призерка чемпіонатів Японії серед дорослих.
Виступала за спортивний клуб середньої школи Аміно в Кіото. Тренери — Йосіока Осаму, Томіяма Хідеакі.
Навчалася в університеті Ніхон.

## Спортивні результати на міжнародних змаганнях

### Виступи на Чемпіонатах Азії
| Змагання                       | Збірна | Вагова категорія          | Місце  |
| ------------------------------ | ------ | ------------------------- | ------ |
| Чемпіонат Азії з боротьби 2010 | Японія | жіноча боротьба, до 48 кг | Срібло |
| Чемпіонат Азії з боротьби 2011 | Японія | жіноча боротьба, до 48 кг | 5      |

### Виступи на Кубках світу
| Змагання                    | Збірна | Вагова категорія          | Місце  |
| --------------------------- | ------ | ------------------------- | ------ |
| Кубок світу з боротьби 2009 | Японія | жіноча боротьба, до 48 кг | Срібло |
| Кубок світу з боротьби 2010 | Японія | жіноча боротьба, до 48 кг | 5      |

### Виступи на змаганнях молодших вікових груп
| Змагання                                      | Збірна | Вагова категорія          | Місце  |
| --------------------------------------------- | ------ | ------------------------- | ------ |
| Чемпіонат Азії з боротьби серед кадетів 2004  | Японія | жіноча боротьба, до 43 кг | Золото |
| Чемпіонат Азії з боротьби серед кадетів 2005  | Японія | жіноча боротьба, до 46 кг | Золото |
| Чемпіонат світу з боротьби серед юніорів 2006 | Японія | жіноча боротьба, до 48 кг | Бронза |
| Чемпіонат світу з боротьби серед юніорів 2007 | Японія | жіноча боротьба, до 48 кг | Срібло |
| Чемпіонат світу з боротьби серед юніорів 2008 | Японія | жіноча боротьба, до 48 кг | Золото |
| Чемпіонат світу з боротьби серед юніорів 2009 | Японія | жіноча боротьба, до 48 кг | Золото |